# Riad (Marrocos)

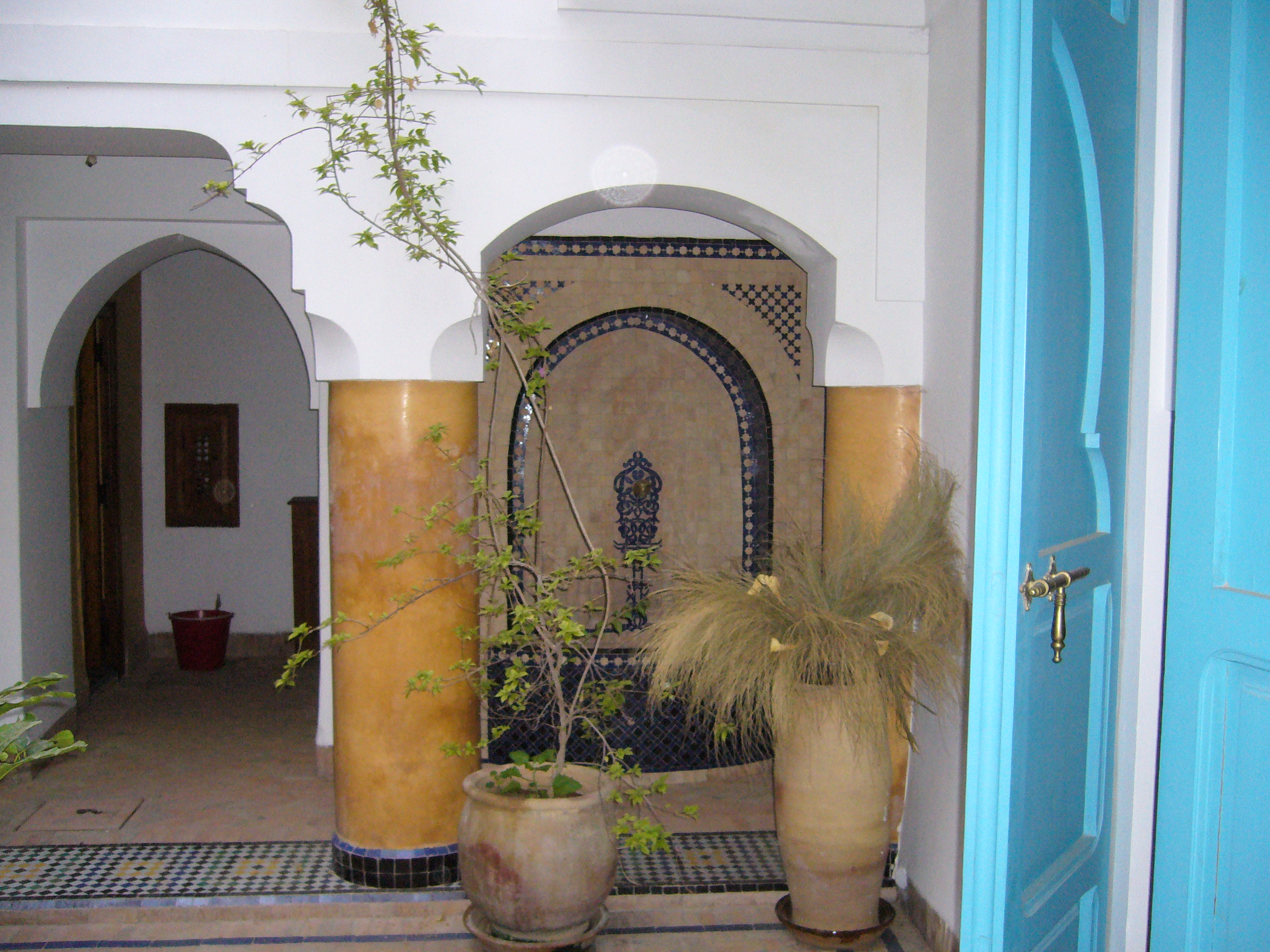
Interior de um riad em Marraquexe

Riad (em árabe: روض; romaniz.: rawḍa; plural: رياض, riyāḍ), também grafado ryad é a designação dada a casas ou palacetes que constituem o habitat tradicional das almedinas (centros urbanos históricos) de Marrocos. Entre as suas características mais marcantes incluem-se o facto de serem completamente fechadas para o exterior e se estruturarem em volta de um pátio interior central, normalmente ajardinado, segundo o modelo tipicamente árabe-andaluz, que tem origem na villa urbana romana.
O termo significa jardim em árabe e é o mesmo que designa a capital da Arábia Saudita, Riade, o que está relacionado com o facto dos pátios funcionarem como jardins, tendo árvores plantadas e dispondo de uma fonte. As salas e quartos abertos para esse pátio (bou’h ou menzeh) beneficiam pelo efeito refrescante do jardim. A antiga cidade romana de Volubilis mostra como a arquitetura de riades teve início durante a Dinastia Idríssida, a primeira dinastia árabe de Marrocos (788–974). Um aspeto importante do desenho dos riades é a noção islâmica de privacidade para as mulheres dentro dos jardins residenciais.
Ameaçados pela ruína devido ao acto dos seus residentes preferirem mudar-se para os novos bairros modernos, abandonando os centros históricos e os seus riades, desde a década de 1990 que estes têm vindo a despertar mais atenção e de vontade de salvaguarda, seja razões culturais, seja principalmente por razões turísticas. Muitos dos antigos riades têm vindo a transformar-se em hotéis e restaurantes, nomeadamente em Marraquexe e Essaouira, nem sempre respeitando a autenticidade e tradição. No contexto turístico, o termo riad tornou-se sinónimo do que na Europa se designa por turismo de habitação, isto é, um hotel de pequenas dimensões em casa tradicional.